# Burak Bilgin
Burak Bilgin (* 19. Juli 1992 in Darmstadt) ist ein deutscher Fußballspieler.

## Karriere
Der gebürtige Darmstädter begann mit dem Fußballspielen beim SV Darmstadt 98, wohin er nach einem kurzen Gastspiel bei der U17 des 1. FSV Mainz 05 zurückkehrte.
Zur Saison 2011/12 wurde Bilgin von der U19 der Lilien in den Kader der 1. Mannschaft hochgezogen, spielte zunächst aber dauerhaft für die U23 in der Verbandsliga Hessen Süd. Am 4. November 2011 wurde Bilgin dann in der 3. Liga gegen den FC Carl Zeiss Jena in der 88. Minute eingewechselt und gab damit sein Profidebüt. Insgesamt schaffte er es auf 4 Einsätze für Darmstadt 98 in der 3. Liga, zuletzt am 28. Juli 2012.
2013 wechselte Bilgin in die fünftklassige Hessenliga zur SC Viktoria Griesheim, für die er neben kürzeren Unterbrechungen beim SV Wiesbaden und FC Alsbach bis 2017 spielte. Im Anschluss trat er von 2017 bis 2019 in der achtklassigen Kreisoberliga Darmstadt/Groß-Gerau für den SV Hahn an, ehe Bilgin zum Ligakonkurrenten VfR Groß-Gerau wechselte, der 2020 in die siebtklassige Gruppenliga Darmstadt aufstieg.
In der Saison 2022/23 spielte Bilgin dann für Rot-Weiß Darmstadt, erhielt in der sechstklassigen Verbandsliga Hessen Süd jedoch nur 3 Einsätze. Seit 2023 steht Bilgin beim SC Türk Gücü Darmstadt in der neuntklassigen Kreisliga A Darmstadt unter Vertrag.